# Casino (film)
A Casino 1995-ös amerikai–francia bűnügyi film, amelyet Martin Scorsese rendezett. A fő szerepekben Robert De Niro, Sharon Stone és Joe Pesci láthatók. A film Nicholas Pileggi "Casino: Love and Honor in Las Vegas" című regényén alapszik. Ez a Robert de Niro és Martin Scorsese közötti együttműködés nyolcadik filmje. Megtörtént eseményeken alapszik.

## Cselekmény
Sam Rothsteint (Robert de Niro) a chicagói maffia Las Vegasba küldi, hogy átvegye az egyik kaszinó irányítását, amely több millió dolláros bevételt hoz a maffiának. Az ő karaktere Frank Rosenthal kaszinó-üzemeltetőn alapszik. Sam Las Vegasban megismerkedik egy luxus prostituálttal, Ginger McKennával (Sharon Stone). Ginger karaktere a valós életbeli Geri McGee-n alapszik, aki Frank Rosenthal felesége és modell volt. Sam összeházasodik Gingerrel és boldogan élnek. A gondok akkor kezdődnek, amikor megjelenik a városban Nicky Santoro (Joe Pesci), Sam gyerekkori barátja. Nicky karaktere a valós életbeli maffia tagon, Anthony Spilotron alapszik.

## Szereposztás
| Szerep                     | Színész            | Magyar hang        | Magyar hang        | Magyar hang        |
| Szerep                     | Színész            | 1. szinkron (1996) | 2. szinkron (2002) | 3. szinkron (2005) |
| -------------------------- | ------------------ | ------------------ | ------------------ | ------------------ |
| Sam "Ász" Rothstein        | Robert De Niro     | Szakácsi Sándor    | Dörner György      | Végvári Tamás      |
| Ginger McKenna             | Sharon Stone       | Básti Juli         | Básti Juli         | Básti Juli         |
| Nicky Santoro              | Joe Pesci          | Harsányi Gábor     | Maros Gábor        | Józsa Imre         |
| Lester Diamond             | James Woods        | Rosta Sándor       | Rátóti Zoltán      | Haás Vander Péter  |
| Billy Sherbert             | Don Rickles        | Láng József        | Horkai János       | Versényi László    |
| Andy Stone                 | Alan King          | Gruber Hugó        | Fülöp Zsigmond     | Orosz István       |
| Phillip Stone              | Kevin Pollak       | Varga T. József    | Kőszegi Ákos       | Megyeri János      |
| Pat Webb                   | L.Q. Jones         | Uri István         | Gruber Hugó        | Izsóf Vilmos       |
| Szenátor                   | Dick Smothers      | Kárpáti Tibor      | Végh Péter         | Kapácsy Miklós     |
| Frank Marino               | Frank Vincent      | Szersén Gyula      | Szersén Gyula      | Barbinek Péter     |
| Don Ward                   | John Bloom         | Kőszegi Ákos       | László Zsolt       | Szatmári Attila    |
| Remo Gaggi                 | Pasquale Cajano    | Horkai János       | Kránitz Lajos      | Kristóf Tibor      |
| Jennifer Santoro           | Melissa Prophet    | Tallós Rita        | nem ismert         | Árkosi Kati        |
| John Nance                 | Bill Allison       | Palóczy Frigyes    | Láng József        | Kardos Gábor       |
| Artie Piscano              | Vinny Vella        | Bodor Tibor        | Végvári Tamás      | Rudas István       |
| Önmaga                     | Oscar Goodman      | Izsóf Vilmos       | Konrád Antal       | Végh Ferenc        |
| Piscano anyja              | Catherine Scorsese | Bakó Márta         | Várnagy Kati       | Gyimesi Pálma      |
| Dominick Santoro           | Philip Suriano     | Orosz István       | Varga Tamás        | Mikula Sándor      |
| Idősebb Amy                | Erika von Tagen    | Molnár Ilona       | Czető Zsanett      | Talmács Márta      |
| Vincent Borelli            | Joseph Rigano      | Simon György       | Makay Sándor       | Horkai János       |
| Vinny Forlano              | Gene Ruffini       | Pusztai Péter      | Szokolay Ottó      | nem ismert         |
| Americo Capelli            | Dominic Grieco     | nem ismert         | Rudas István       | nem ismert         |
| Leszúrt szerencsejátékos   | Joey DePinto       | Kardos Gábor       | Koncz István       | nem ismert         |
| Ichikawa                   | Nobu Matsuhisa     | Imre István        | Cs. Németh Lajos   | nem ismert         |
| Nagy tételben játszó férfi | Ali Pirouzkar      | Áron László        | Harmath Imre       | nem ismert         |
| Buki                       | Anthony Russell    | Buss Gyula         | Wohlmuth István    | nem ismert         |
| Nyerő                      | Joseph P. Reidy    | Bácskai János      | Szokol Péter       | nem ismert         |
| Jeladó                     | Joe La Due         | Németh Gábor       | Szabó Győző        | Bicskey Lukács     |
| Charlie Clark              | Richard Riehle     | Gyürki István      | Dengyel Iván       | Szűcs Sándor       |
| Anna Scott                 | Ffolliott Le Coque | Kassai Ilona       | Mednyánszky Ági    | Bókai Mária        |
| Rendőr Ász házánál #1      | Randy Sutton       | Bata János         | Besenczi Árpád     | Papp Dániel        |
| Rendőr Ász házánál #2      | Jeff Corbin        | Balázsi Gyula      | Juhász György      | Szatmári Attila    |

- További magyar hangok (1. szinkron): Liptai Claudia, Rudas István, Melis Gábor, Pusztai Péter, Némedi Mari, Komlós András, Koncz István, Antal László, Joó László, Várkonyi András
- További magyar hangok (2. szinkron): R. Kárpáti Péter, Áron László, Kardos Gábor, Versényi László, Végh Ferenc, Izsóf Vilmos, Faragó András, Holl Nándor, Dimulász Miklós, Juhász György, Baráth István, Uri István
- További magyar hangok (3. szinkron): Ifj. Jászai László, Czető Ádám, Kajtár Róbert

### Magyar változat
| Titulus                    | Munkatárs                       | Munkatárs                                     | Munkatárs                   |
| Titulus                    | 1. szinkron (1996)              | 2. szinkron (2002)                            | 3. szinkron (2005)          |
| -------------------------- | ------------------------------- | --------------------------------------------- | --------------------------- |
| Dramaturg                  | Lajos Géza Speier Dávid         | Lajos Géza Pölötskey István Vlahovics Katalin | Lajos Géza Speier Dávid     |
| Hangmérnök                 | Balog Mihály Királybíró Sarolta | Lang András                                   | Beke Gábor                  |
| Rendezőasszisztens         | Orosz Ildikó                    | nem ismert                                    | Bauer Eszter                |
| Vágó                       | Baja Gábor                      | Talpas Iván                                   | Wünsch Attila               |
| Gyártásvezető              | Németh Piroska                  | Pálinkó Mária                                 | Molnár Melinda              |
| Szinkronrendező            | Lengyel László                  | Aprics László                                 | Juhász Anna                 |
| Produkciós vezető          | nem ismert                      | nem ismert                                    | Földi Tamás                 |
| További stábtagok          | nem ismert                      | nem ismert                                    | Horváth Lencsi Lovász Ágnes |
| Cím, stáblista felolvasója | Kovács M. István                | Korbuly Péter                                 | Korbuly Péter               |

| Szerepkör      | Cég                  | Cég                | Cég                        |
| Szerepkör      | 1. szinkron (1996)   | 2. szinkron (2002) | 3. szinkron (2005)         |
| -------------- | -------------------- | ------------------ | -------------------------- |
| Szinkronstúdió | Videovox Stúdió Kft. | Duna Televízió     | Active Kommunikációs Kft.  |
| Megrendelő     | UIP-Dunafilm         | nem ismert         | Universal Pictures Hungary |
| VHS-forgalmazó | UIP-Dunafilm         | nem ismert         | nem ismert                 |
| DVD-forgalmazó | nem ismert           | nem ismert         | Universal Pictures Hungary |
| BD-forgalmazó  | nem ismert           | nem ismert         | Select Video               |

## Fogadtatás
Amikor a film először megjelent, az erőszak miatt negatív kritikákat kapott. Manapság viszont pozitív kritikákkal illetik a kritikusok, sokan a hasonló témájú és szintén Martin Scorsese által rendezett Goodfellas (Nagymenők) című maffia filmhez hasonlítják. 40-50 millió dollárból készült, és 116 millió dolláros bevételt hozott. Sharon Stone-t a szerepéért Oscar-díjra jelölték, és megnyerte a Golden Globe díjat is (Golden Globe Award for Best Actress in a Motion Picture – Drama).
A Rotten Tomatoes oldalon 79%-os értékelést ért el a film, míg a Metacritic oldalán 73 százalékot kapott a 100-ból. A Port.hu oldalán pedig 9.3-as pontszámot ért el, 560 szavazat alapján.